# Transmisión síncrona y asíncrona
Las transmisiones síncronas y asíncronas son dos métodos diferentes de sincronización de transmisiones . Las transmisiones síncronas se sincronizan mediante un reloj externo, mientras que las transmisiones asíncronas se sincronizan mediante señales especiales a lo largo del medio de transmisión.

## La necesidad de sincronización
Siempre que un dispositivo electrónico transmite datos digitales (y a veces analógicos) a otro, debe haber un cierto ritmo establecido entre los dos dispositivos, es decir, el dispositivo receptor debe tener alguna forma de, dentro del contexto de la señal fluctuante que está recibiendo, determinar dónde comienza y dónde termina cada unidad de datos.

## Métodos de sincronización
Hay dos formas de sincronizar los dos extremos de la comunicación.
Los métodos de transmisión sincrónica utilizan dos señales diferentes. Un pulso en una señal indica cuando otro bit de información está listo en la otra señal.
Los métodos de transmisión asíncrono utilizan sólo una señal. El receptor utiliza transiciones en esa señal para determinar la velocidad de bits del transmisor (" autobaud ") y la sincronización, y configura un reloj local con la sincronización adecuada, generalmente usando un bucle de bloqueo de fase (PLL) para sincronizar con la velocidad de transmisión. Un pulso del reloj local indica cuando otro bit está listo.

### Transmisión síncrona

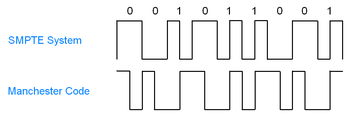
transmisión síncrona de un solo hilo

En las comunicaciones síncronas, el flujo de datos que se va a transferir se codifica como niveles de voltaje fluctuantes en un cable (los 'DATOS') y un pulso periódico de voltaje en un cable separado (llamado "RELOJ" o "ESTROBO") que indica el receptor "el bit de DATOS actual es 'válido' en este momento". Prácticamente todos los protocolos de comunicaciones paralelos utilizan transmisión síncrona. Por ejemplo, en una computadora, la información de dirección se transmite sincrónicamente: los bits de dirección a través del bus de direcciones y las luces estroboscópicas de lectura o escritura del bus de control.
Un uno lógico se indica cuando hay dos transiciones en el mismo período de tiempo como un cero. En la codificación de Manchester, una transición de bajo a alto indica un uno y una transición de alto a bajo indica un cero. Cuando hay unos o ceros sucesivos, se requiere una transición opuesta en el borde del marco de tiempo para prepararse para la siguiente transición y señal.

### Transmisión asíncrona
La transmisión asíncrona más común, la transmisión arranque-parada asíncrona, utiliza una temporización de 'bits' casi constante (se requiere +/- 5% de oscilador local en ambos extremos de la conexión ). Usando este método, el receptor detecta la 'primera' transición de flanco... (el bit de INICIO), espera 'medio bit' y luego lee el valor de la señal. Se ejecuta un retraso adicional de una "duración de bit completo" antes de que se "lea" el siguiente bit de datos, repitiéndose durante toda la palabra en serie (normalmente 7/8 bits de datos). Un bit de PARIDAD opcional sigue a los bits de datos y precede a los bits de parada. Finalmente, se agregan uno o más bits de PARADA para identificar el final de la palabra de datos y para garantizar que haya una transición de bits cuando se transmita el siguiente bit de INICIO.
La estructura de palabras utilizada en las comunicaciones serie asíncronas típicas es START-DATA[0:7]-PARITY[optional;0]-STOP[0:1 ]. Estas variables de formato se especifican al configurar los nodos de transmisión y recepción antes de que se realicen las comunicaciones. La duración del bit se determina a partir de la velocidad de bits nominada en bits por segundo ( bit/s )... 300, 1200, 9600, 19200, 115200, etc. El uso de la palabra BAUD no es estrictamente correcto en la aplicación moderna de canales serie. Se detectan condiciones especiales de nivel y sincronización para identificar una condición de circuito abierto (BREAK).